# Olympische Sommerspiele 1900/Leichtathletik – Hammerwurf (Männer)
Der Hammerwurf der Männer bei den Olympischen Spielen 1900 in Paris wurde am 16. oder 17. Juli 1900 im Croix Catelan entschieden.
Je nach Quelle sind unterschiedliche Termine benannt – Sportsreference und Kluge geben den 16., zur Megede den 17. Juli an.
Der Hammer wurde aus einem kreisförmigen Bereich mit einem Durchmesser von neun Fuß geworfen.
Der Wettbewerb stand erstmals im olympischen Programm und es gab einen dreifachen Erfolg für die USA. Olympiasieger wurde John Flanagan vor Truxtun Hare und Josiah McCracken.

## Rekorde
Die damals bestehenden Weltrekorde waren noch inoffiziell.
| Weltrekord         | 51,11 m                                                | John Flanagan                                          | USA                                                    | New York (USA), 17. Juli 1899                          |
| Olympischer Rekord | Disziplin bei Olympischen Spielen erstmals ausgetragen | Disziplin bei Olympischen Spielen erstmals ausgetragen | Disziplin bei Olympischen Spielen erstmals ausgetragen | Disziplin bei Olympischen Spielen erstmals ausgetragen |

Folgende Rekorde wurden im Hammerwurf bei den Olympischen Spielen 1900 gebrochen oder eingestellt:
| OR | 51,01 m oder 49,13 m | John Flanagan | USA | 16. oder 17. Juli |

Die Angaben zur Siegesweite und damit zum olympischen Rekord differieren je nach Quelle – siehe unten.

## Medaillen
Wie schon bei den I. Olympischen Spielen vier Jahre zuvor gab es jeweils eine Silbermedaille für den Sieger und Bronze für den zweitplatzierten Athleten. Der Sportler auf Rang drei erhielt keine Medaille.

## Ergebnisse
| Platz | Athlet            | Land     | Weiten nach     | Weiten nach  | Weiten nach  | Weiten nach        |
| Platz | Athlet            | Land     | SportsReference | IOC-Seite    | Kluge        | zur Megede         |
| ----- | ----------------- | -------- | --------------- | ------------ | ------------ | ------------------ |
| 1     | John Flanagan     | USA      | 51,01 m (OR)    | 51,01 m (OR) | 49,73 m (OR) | 49,73 m (OR)       |
| 2     | Truxtun Hare      | USA      | 46,26 m         | 46,26 m      | 49,13 m      | 49,13 m            |
| 3     | Josiah McCracken  | USA      | 43,58 m         | 43,58 m      | 42,46 m      | 42,46 m            |
| 4     | Eric Lemming      | Schweden | k. A.           | k. A.        | k. A.        | nicht teilgenommen |
| 5     | Karl Gustaf Staaf | Schweden | k. A.           | k. A.        | k. A.        | nicht teilgenommen |

Der Hammerwurf war erstmals im olympischen Programm und zählte noch nicht zu den etablierten Disziplinen. Tradition hatte dieser Wettbewerb aber vor allem in Irland. John Flanagan war ein irischer Einwanderer, der 1896 in die USA gekommen war und dort zusammen mit anderen mit anderen irischen Einwanderern den Hammerwurf einführte. Im olympischen Wettkampf führte überraschend zunächst Truxtun Hare, dessen Weite Flanagan aber sofort konterte und damit Olympiasieger wurde.

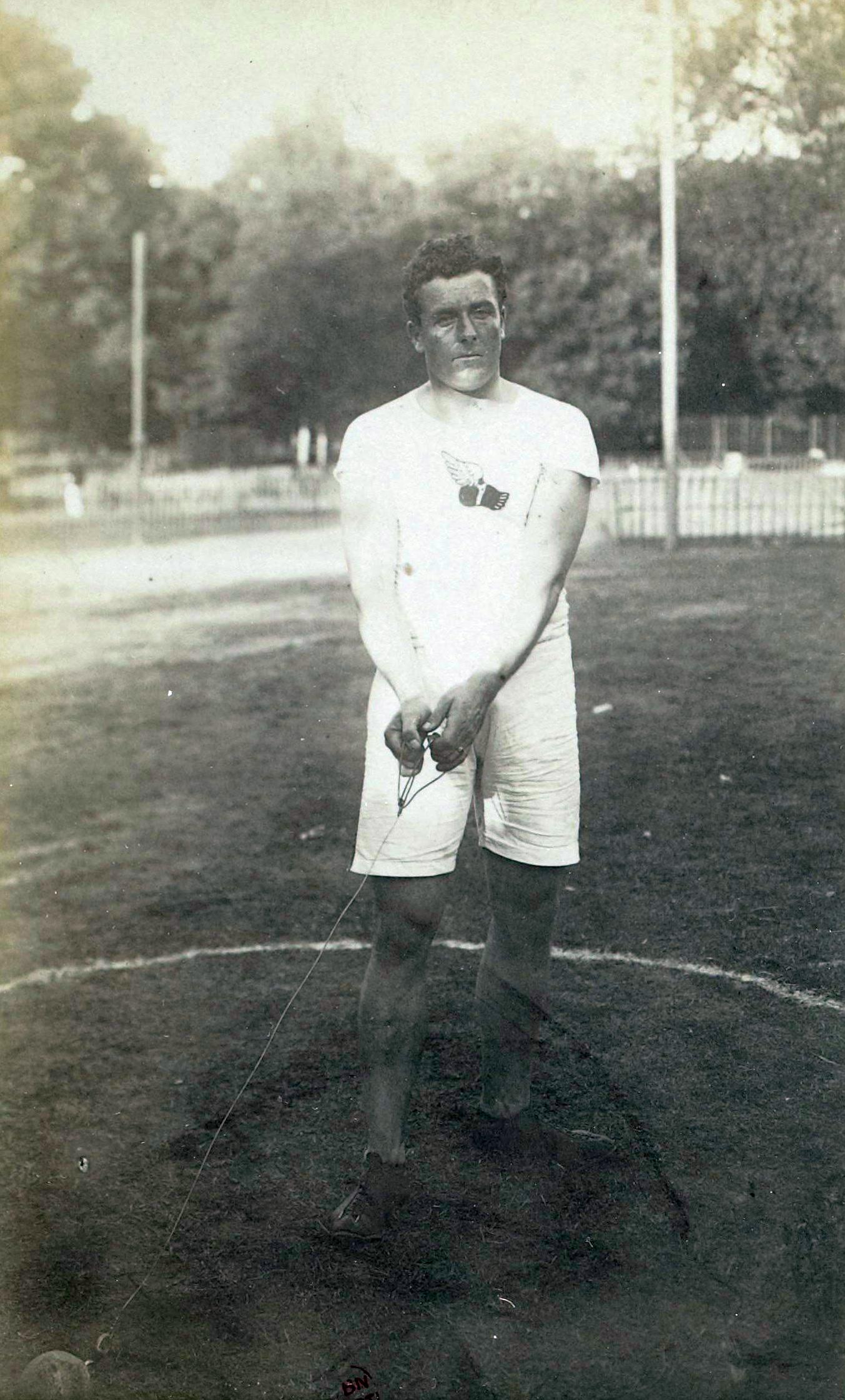
Olympiasieger John Flanagan
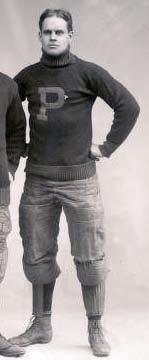
Der Olympiazweite Truxton Hare
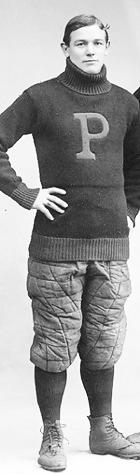
Der drittplatzierte Josiah McCracken

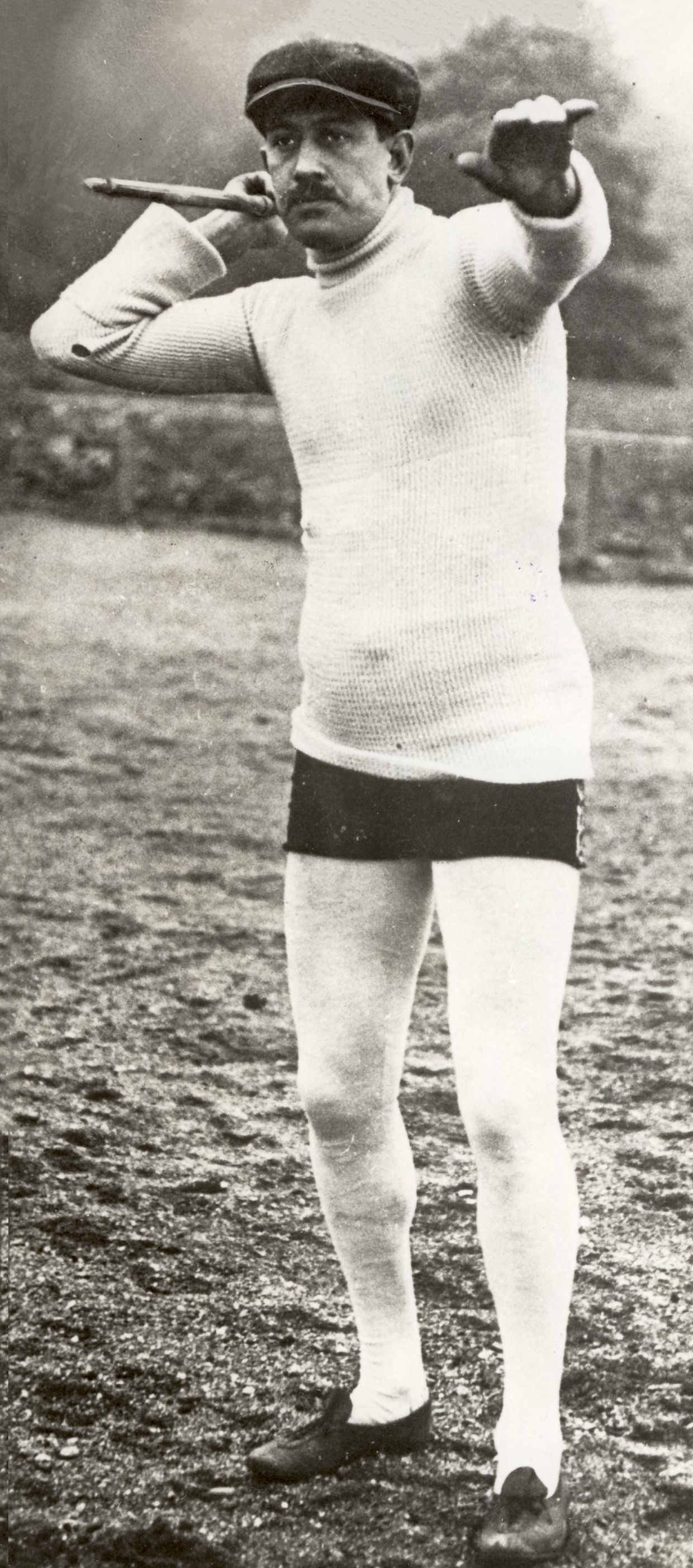
Eric Lemming, der spätere Speerwurf-Pionier belegte vermutlich Rang vier
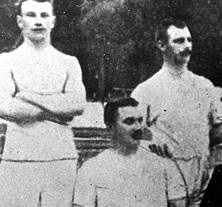
Karl Gustaf Staaf (rechts) kam wahrscheinlich auf den fünften Platz